# Yuzhong, Chongqing
Yuzhong är ett stadsdistrikt i Chongqing i sydvästra Kina. Det omfattar de centrala delarna av Chongqings stadskärna.
Huvuddelen av det nuvarande distriktet utgjorde tidigare Ba härad (kinesiska: 巴县?, pinyin: Bā xiàn), som var huvudort i prefekturen Chongqing.

## Administrativ indelning
Distriktet är indelat i 11 stadsdelsdistrikt.
Stadsdelsdistrikt (jiedao):

- Caiyuanba (菜园坝街道)
- Chaotianmen (朝天门街道)
- Daping (大坪街道)
- Daxigou (大溪沟街道)
- Hualongqiao (化龙桥街道)
- Jiefangbei (解放碑街道)
- Lianglukou (两路口街道)
- Nanjimen (南纪门街道)
- Qixinggang (七星岗街道)
- Shangqingsi (上清寺街道)
- Shiyoulu (石油路街道)